# Marissa Von Bleicken
Marissa Von Bleicken (n. Nueva York; 30 de octubre de 1991) es una modelo, cantante y actriz. Se inició en los medios publicitarios, televisivos y artísticos a la edad de ocho años, salta a la fama en el año 2011 después de participar el reality show The Glee Project  emitido por la cadena estadounidense Oxygen.

## Reseña biográfica
Desde su nacimiento el 30 de octubre de 1991 ha vivido en su ciudad natal Nueva York, Estados Unidos. Estudió en el Tantasqua Regional High School. Ha grabado varios comerciales y apareció en diversos shows.
En 2011, Marissa audicionó para The Glee Project, donde obtuvo una buena figuración en el reality show, puesto que a pesar de haber estado en riesgo en el primer episodio, nunca llegó a estar nominada hasta el sexto episodio, titulado Tenacity, en el cual debió enfrentarse a Alex y Cameron. Marissa cantó "Hate on Me" ante Ryan Murphy, Robert Ulrich y Zach Woodlee, la misma canción con la que audicionó, pero a pesar de haber sido elogiada, su presentación no logró clasificar quedando eliminada.

### Participación en The Glee Project
En su participación en The Glee Project participó en los siguientes episodios:
- Casting Special (12 de junio de 2011)[4]

Episodios
1. Individuality (12 de junio de 2011)[4]
2. The atricality (19 de junio de 2011)[4]
3. Vulnerability (26 de junio de 2011)[4]
4. Dance Ability (10 de julio de 2011)[4]
5. Pairability (17 de julio de 2011)[4]
6. Tenacity (24 de julio de 2011)[4]
7. Glee-ality (21 de agosto de 2011)[4]

## Filmografía
| Año  | Título                    | Personaje  | Notas                                                                                         |
| ---- | ------------------------- | ---------- | --------------------------------------------------------------------------------------------- |
| 2011 | The Glee Project          | Ella misma | 6.º eliminada                                                                                 |
| 2014 | Catfish: The TV Show      | Ella misma | Episodio:"Tracie & Sammie" (Temporada 3, Episodio 5)                                          |
| 2014 | Preface to Being Jaded    | Vanessa    | Episodio:"Pretty Boys" (Temporada 1, Episodio 1) Episodio:"Females" (Temporada 1, Episodio 9) |
| 2014 | Warzone                   | Lenora     | Episodio:"Red Aversion" (Temporada 1, Episodio 7)                                             |
| 2015 | Till Human Voices Wake Us | TBA        | Corto                                                                                         |
| 2015 | Scramble                  | Quinn      | Protagonista                                                                                  |
| 2015 | Nightcap                  | Kaira      | Posproducción                                                                                 |
| 2016 | Patriettes                | Stephanie  | Posproducción                                                                                 |